# Agave nayaritensis
Agave nayaritensis är en sparrisväxtart som beskrevs av Howard Scott Gentry. Agave nayaritensis ingår i släktet Agave och familjen sparrisväxter. Inga underarter finns listade i Catalogue of Life.